# Luis Morales Gómez
Luis Morales Gómez (1917- febrero de 2011) fue un abogado, periodista, banquero y político colombiano, miembro del Partido Conservador Colombiano.
Morales trabajó como periodista para Revista Colombiana y el periódico El Siglo, de la mano del caudillo conservador Laureano Gómez, hasta que entró en controversias con el director del diario, Luis Ignacio Andrade. Morales logró que Gilberto Alzate Avendaño tomara la dirección del periódico a finales de los años 40.
Morales fue fundador y primer gerente del Banco Popular, abierto en 1950.Según el periodista Alberto Donadío, Morales fue el financiador del gobierno militar de Gustavo Rojas Pinilla, siendo amigo personal del general Rojas, y trabajando muy cerca al gobierno. En 1956, Morales fue llamado al servicio público, siendo nombrado Ministro de Hacienda de Colombia hasta la caída del gobierno militar en 1957. 